# Les McCann
Les McCann (Lexington, 1935. szeptember 23. – ?, 2023. december 29.) amerikai dzsesszénekes, zongorista.

## Pályafutása
A haditengerészet énekversenyének megnyerése után szerepelt a The Ed Sullivan Showban. Karrierje az 1960-as évek elején azzal indult, hogy zongorista lett a Pacific Jazz trióban.
1969-ben az Atlantic kiadta a „Swiss Movement” albumot, amelyet Eddie Harris szaxofonossal és Benny Bailey trombitással rögzítettek a Montreux-i Jazz Fesztiválon. A „Compared to What” című dal felkerült a Billboard listájára. A dalt – melyet évekkel korábban Eugene McDaniels írt – McCann kiadta az 1966-os a „Les McCann Plays the Hits” című albumán. Roberta Flack verziója nyitó szám volt a „First Take” című albumon (1969).
Les McCann a soul műfaj egyik egyik megújítója lett egyesítve a dzsesszt a funk és a soul világával. A dzsesszzenészek között az első volt, aki elektromos zongorát, clavinetet és szintetizátort is használt zenéjében.
1971-ben Eddie Harris, Wilson Pickett, a Staple Singers, Carlos Santana, Ike & Tina Turner 100 000 ghánai előtt 14 órás koncertet adtak a „Soul to Soul” című dokumentumfilm elkészítetéséhez. 2004-ben a film DVD-n is megjelent.
McCann az 1990-es évek közepén stroke-ot kapott, de 2002-ben visszatért a színpadra.
2019. június 25-én többszáz művész anyaga semmisült meg egy tűzvészben, köztük Les McCanné is.

## Lemezválogatás
1960: Plays the Truth

1961: The Shout

1961: In San Francisco

1961: In New York

1962: Plays the Shampoo at the Village Gate

1963: The Gospel Truth

1964: McCanna

1965: Live at Shelly Mann's Hole

1967: Live at Bohemian Caverns

1969: Swiss Movement (avec Eddie Harris)

1972: Live at Montreux

1975: Hustle to Survive

1976: River High, River Low

1977: Change Change Change; Live at the Roxy

1977: Music Lets Me Be

1978: The Man

1979: Tall, Dark & Handsome

2001: Pump it Up

## További információ
- Hivatalos oldal
- Les McCann a Facebookon
- Les McCann az Internet Movie Database-ben (angolul)
- Les McCann a Rotten Tomatoeson (angolul)